# Johann Georg Pforr

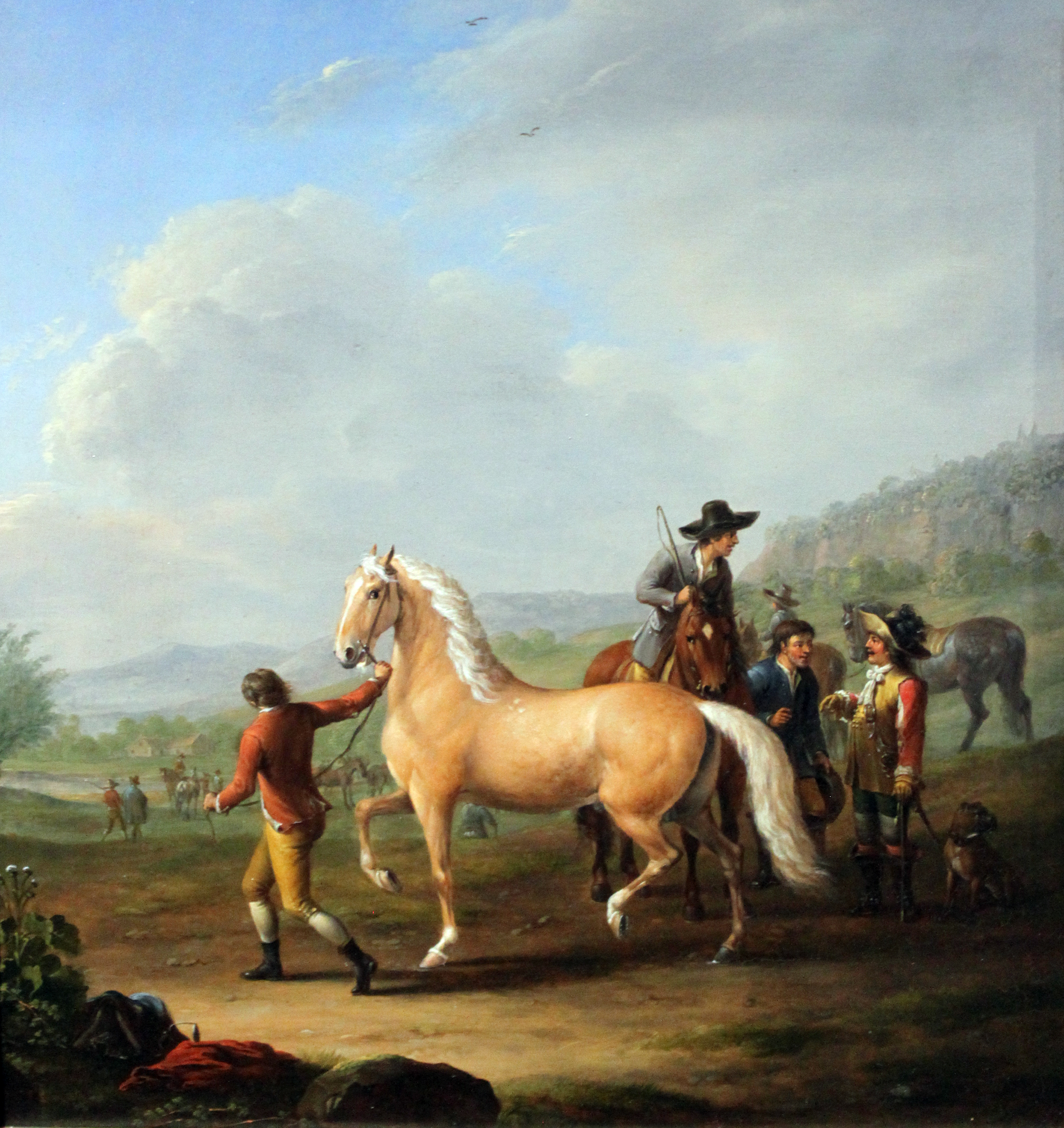
Pferdemarkt (um 1786)

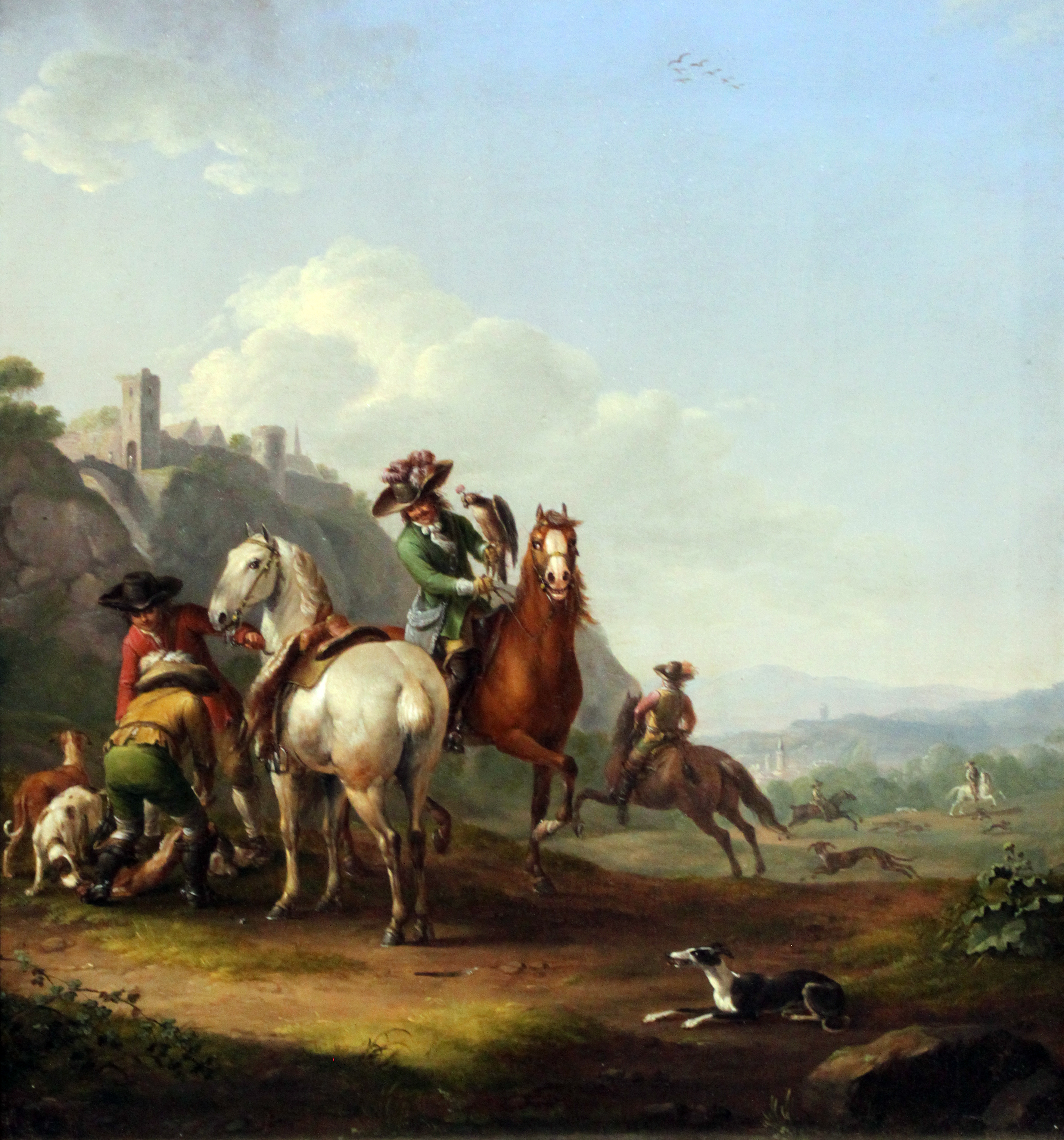
Hasenhetze mit einem Falkner (um 1786)

Johann Georg Pforr (* 14. Januar 1745 in Ulfen; † 9. Juni 1798 in Frankfurt am Main) war ein hessischer Maler der Goethezeit. Auf Grund seiner Spezialisierung auf die Pferdemalerei wurde er von seinen Zeitgenossen der deutsche Wouwerman genannt.

## Leben
Johann Georg Pforr war der Sohn eines Pächters und wollte zunächst den Beruf seines Vaters ergreifen. Infolge des Siebenjährigen Krieges (1756–1763) verarmte die Familie. Deshalb war er gezwungen, in den Richelsdorfer Bergwerken bei Wildeck zu arbeiten, wo er sich bei einem Sturz in einen Schacht schwer verletzte.

### Porzellanmalerei
Im Frühjahr 1769 lernte er den Direktor der landgräflichen Porzellanmanufaktur Kassel, den Geheimen Rat und Kammerpräsidenten Jakob-Sigismund Waitz von Eschen kennen, dem er eine Probezeichnung mit Dekoren für eine Teekanne sowie für eine Tasse mit Untertasse übergab. Waitz schickte sie am 9. Mai 1769 an die Kasseler Porzellan-Manufaktur, wo Pforr im Sommer 1769 als Porzellanmaler angestellt wurde.
In Richelsdorf wurde aus Schieferflözen Kupfer gewonnen, seit 1716 auch Nickel und Kobalt, das unter anderem für die Farbenherstellung an die Kasseler Porzellanmanufaktur geliefert wurde. Vermutlich hatte Pforr etwas mit der Gewinnung der Farben zu tun gehabt, war eventuell sogar zunächst vor allem deshalb an die Porzellanmanufaktur nach Kassel geholt worden. In der Instruktion an den neuen Inspektor der Manufaktur Grahl vom 15. September 1769 wird dieser angewiesen: „Die von Zeit zu Zeit nöthigen Farben soll er [Grahl] nach seiner Wissenschaft selbst machen, und hier den Mahler Forr mit adhibiren. [=helfend hinzuziehen]“. Pforr schuf zunächst einige Dekore mit Vogel- und Baummotiven, insbesondere der Dekor eines Teekännchens der Sammlung Tafel ist ihm zuzuschreiben. Seine spätere Begabung als Pferdemaler zeigt aber vor allem ein Paar signierter runder Porzellantafeln mit Darstellungen zur Rot- und Schwarzwildjagd (Privatsammlung, Schweiz).

### Landschafts- und Pferdemalerei
Im Juni oder Juli 1771 verließ Pforr die Kasseler Porzellan-Manufaktur, um als Gutsverwalter in sein Elternhaus zurückzukehren. 1778 besuchte er die neu gegründete Kunstakademie Kassel, deren Mitglied er ein Jahr später wurde. Zwischen 1780 und 1783 erwarb Landgraf Friedrich II. mehrere Landschafts- und Jagdstückbilder von ihm. Sein Talent für genrehafte Landschaften mit Tieren, insbesondere Pferden, Vieh und Hunden im Stile der niederländischen Malerei eines Philips Wouwerman, Paulus Potter und anderer ist in diesen Gemälden voll entfaltet. 1781 zog Pforr nach Frankfurt am Main. Der jüngste Onkel seiner späteren Frau, Anton Wilhelm Tischbein, war seit 1769 im nahegelegenen Hanau Hofmaler des Erbprinzen Wilhelm. In Frankfurt bestand die Aussicht, seine Bilder gut verkaufen zu können. Schon in seiner Kasseler Akademie-Zeit hatte er „um des Gelderwerbs willen, durch die Wünsche vieler Fremder verleitet, […] Ansichten von Kassel und [Schloss] Weißenstein geschaffen.“
1784 hatte Pforr Johanna Christiane Tischbein geheiratet. Das Paar hatte zwei Kinder, Heinrich, der erst 16-jährig bereits 1801 verstarb, und Franz Pforr.
In seiner Frankfurter Zeit bis zu seinem Tod 1798 scheint sich Pforr fast ausschließlich auf seine Paradedisziplin, die Pferdemalerei, konzentriert zu haben; Landschaften und andere Gemälde sind nach 1781 kaum mehr nachweisbar, wohl deshalb, weil das Landschaftsfach in Frankfurt durch seinen Freund Christian Georg Schütz d. Ä. besetzt war. Dessen Gemälde soll Pforr älteren Quellen zufolge mit Staffage-Figuren belebt haben. Darstellungen von Pferden gab es in der Malerei als autonome Disziplin bis in die zweite Hälfte des 18. Jahrhunderts nicht. Sie waren jedoch ein wichtiger Bestandteil von Herrscherporträts, Schlachtengemälden, Landschaftsgemälden oder auch fürstlichen Jagden. Waren hier die Darstellungen von Pferden eher Beiwerk, rücken sie in den thematisch prinzipiell nicht andersartigen Gemälden von Philips Wouwerman (1619–1668) so sehr ins Zentrum, dass sie immer mehr zum eigentlichen Thema werden. Im Vergleich zu seinem niederländischen Vorgänger dokumentieren die Gemälde Pforrs eine Veränderung der Pferdezucht: die gedrungenen, kraftvollen, oft scheckigen Pferde der Barockzeit, geeignet für die Sprünge, Wendungen und Kapriolen der an den Anforderungen des Militärs orientierten Hohen Schule, sind den Pferden des sogenannten Campagne-Reitens für die Reise und die Jagd gewichen.

## Werke
Außer Ölgemälden finden sich auf dem Kunstmarkt auch gelegentlich Gouachen von ihm. Er schuf darüber hinaus je eine Stichserie zu Pferderassen und zur Pferdedressur. Gemälde von Johann Georg Pforr bewahren das Städel in Frankfurt, die Neue Galerie Kassel und das Schloss Fasanerie bei Fulda.